# Thomas Grasberger

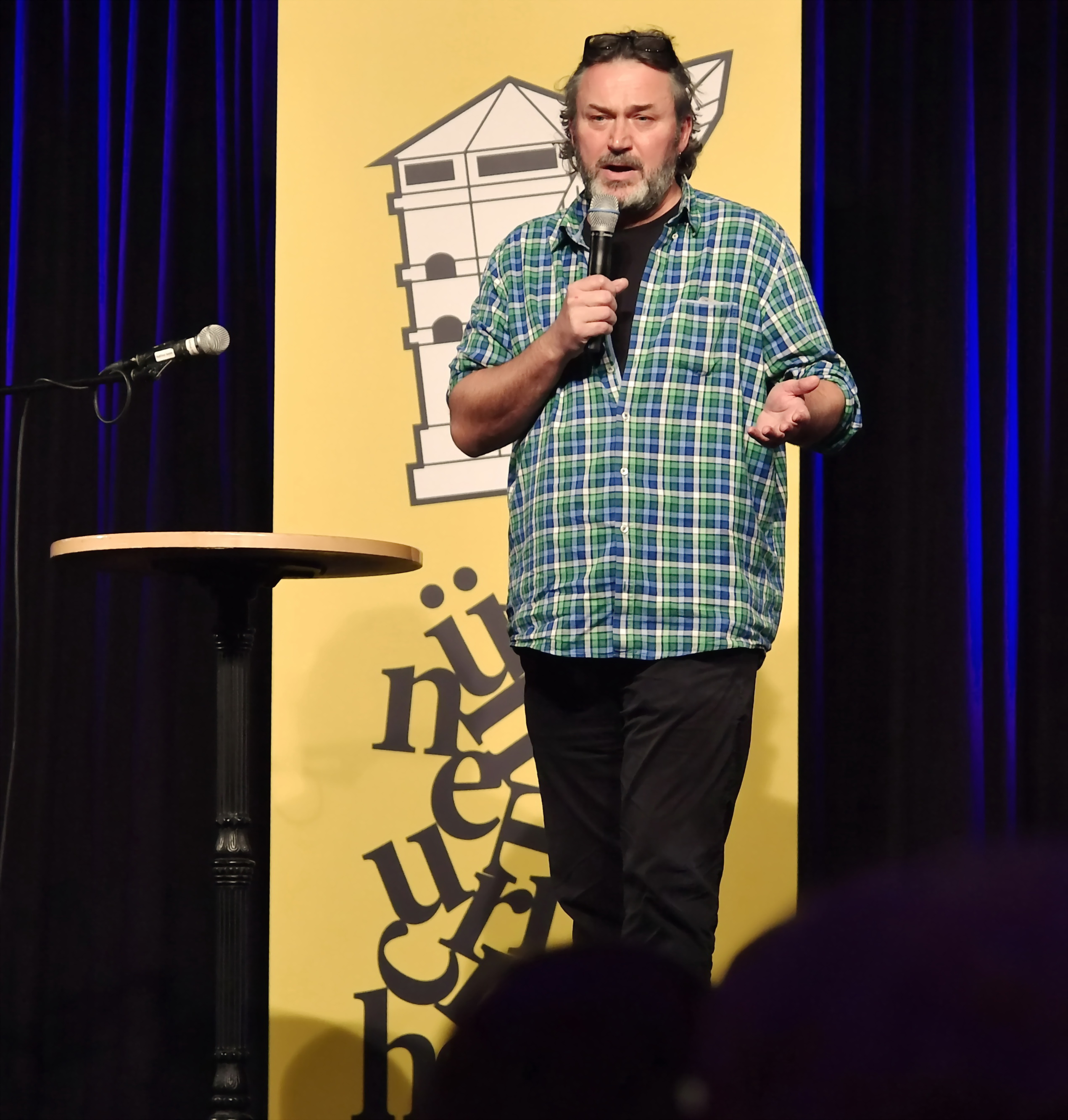
Thomas Grasberger, 2017

Thomas Grasberger (* 30. Mai 1964 in Altötting) ist ein deutscher Journalist und Autor.

## Leben
Grasberger wuchs im oberbayerischen Wallfahrtsort Altötting auf. Dort besuchte er das Kreisgymnasium, wo er nach Unterbrechungen 1985 das Abitur machte. Als Kriegsdienstverweigerer leistete er seinen zwanzigmonatigen Zivildienst beim Bund Naturschutz in Altötting. 1987 begann er das Studium der Politikwissenschaft, Philosophie und Bayerischen Geschichte an der Ludwig-Maximilians-Universität München. Dank eines Stipendiums konnte er 1991/92 ein Auslandssemester an der Chulalongkorn-Universität in Bangkok (Thailand) absolvieren. 1993 brachte er sein Studium in München mit einer Magisterarbeit über Alexis de Tocqueville zum Abschluss. 1993/94 besuchte er die Deutsche Journalistenschule in München (Kompaktklasse K32) und arbeitete anschließend als freier Journalist für die Süddeutsche Zeitung, den Bayerischen Rundfunk (Radio) und die Münchner Abendzeitung, wo er von 1996 bis 1998 als Redakteur im Feuilleton tätig war. Mit der Geburt des ersten Sohnes ging Grasberger in den (damals noch unbezahlten) „Vaterschaftsurlaub“ und schrieb in den folgenden Jahren als freier Journalist für diverse Zeitungen und Zeitschriften (SZ, Die Zeit, Die Welt, Focus, Abenteuer & Reisen, Berge, Buchreport). Seit Anfang der 2000er Jahre arbeitet er als „fest-freier“ Autor beim Bayerischen Rundfunk (Bayern 2). Sendungen über bayerische Geschichte, Kultur und Literatur gehören ebenso zu seinen Themen wie Reisereportagen, Feuilletons und Kalenderblätter.
Von 2013 bis 2015 unterrichtete er als Lehrbeauftragter an der Universität Bayreuth am Lehrstuhl „Literaturwissenschaft: berufsbezogen“ zu den Themen „Journalismus im Hörfunk“, „Geschichte im Hörfunk“, „Literarische Porträts im Hörfunk“.
2017 wurde er zu den Münchner Turmschreibern berufen.
Grasberger lebt mit seiner Frau und den zwei gemeinsamen Söhnen in München.

## Werke
- Gebrauchsanweisung für München. Piper Verlag 2001, ISBN 978-3-492-27501-9 (Überarbeitete und erweiterte Neuausgabe 2012, ISBN 978-3-492-27625-2)
- mit Franz Kotteder: Mobilfunk: Ein Freilandversuch am Menschen. Verlag Antje Kunstmann 2003, ISBN 978-3-88897-329-1
- Nachgefragt. Deutsche Literatur. Loewe Verlag 2004, ISBN 978-3-7855-5212-4
- Grant. Der Blues des Südens. Diederichs Verlag 2012, ISBN 978-3-424-35070-8
- Stenz. Die Lust des Südens. Diederichs Verlag 2013, ISBN 978-3-424-35087-6
- Flins. Das Geld des Südens. Kösel Verlag 2015, ISBN 978-3-466-37129-7

## Auszeichnungen
- 2017 Ernst-Hoferichter-Preis